# Angón
Angón – gmina w Hiszpanii, w prowincji Guadalajara, w Kastylii-La Mancha, o powierzchni 20,41 km². W 2011 roku gmina liczyła 17 mieszkańców.